# 안드레이 즈다노프
안드레이 알렉산드로비치 즈다노프(러시아어: Андре́й Алекса́ндрович Жда́нов, 1896년 2월 26일 ~ 1948년 8월 31일)는 소련 공산당의 지도자 중 한명이자, 즈다노프 독트린, 문화대혁명 이론의 창안자이다. 제2차 세계 대전 후 즈다노프는 이오시프 스탈린의 뒤를 이을 것으로 생각되었으나 스탈린보다 일찍 사망하였다. 그는 1945년부터 1948년 사이 소비에트 연방 “최고의 선전원”으로 기술되고 있다.

## 생애
그의 어린 시절에 관해 확인할 수 있는 자료는 매우 부족하다. 1915년 러시아 사회민주노동당에 입당하여 볼셰비키파의 일원이 되었고, 러시아 내전 시기에는 민간 부문에 관련된 당 간부로 활동하였다. 1930년대에 여러 고위 당직을 거쳤으며, 1938년 7월 15일 러시아 소비에트 연방 사회주의 공화국 최고 소비에트의 주석 임명을 시작으로 국가 관료직을 맡았다. 1939년 3월 21일에는 전연방 공산당 중앙위원회 정치국 제2서기를 맡으면서 이오시프 스탈린의 뒤를 이을 것으로 예상되었다. 이 시기부터 소비에트 연방 문화 정책 및 선전 정책의 총 책임자로서 즈다놉시나(러시아어: ждановщина)라는 문화혁명 겸 문화숙청 운동을 주도했다. 독일-소련 전쟁 시기에는 레닌그라드 전체 지역 방어의 총 관리자로 전공을 세웠다.

## 즈다노프 교리
‘즈다노프 교리’(러시아어: доктрина Жданова)라 불리는 그의 노선은 문화·예술 풍조를 인간 혁명화(革命化)를 위한 문화적 코드(код)로 등치할 수 있기에 공산주의로 나아가기 위해서는 혁명적인 문화를 적극 홍보, 선전해야 하며, 부르주아·자본주의·제국주의·서구 문화를 철저히 파괴해야 한다는 노선이다. 이 노선은 1922년 혁명러시아 미술협회에서 처음 등장한 예술 사조인 ‘사회주의적 리얼리즘’의 이론적 발전·보완 형태로 발현했는데, 1934년 전연방 공산당 제1회 작가동맹대회에서 본격적으로 제기됐다.
그는 문화 일체를 정적(精的) 자극이 아닌 물적(物的) 자극으로 정의하였는데, 그 이유는 문화 창조가 의식적 활동이라고 하더라도, 그것이 하나의 자극으로 되기 위해서는 물적 세계에서 오감으로 인지할 수 있는 형태로 변환 과정을 거칠 수밖에 없다고 보았기 때문이다. 이러한 정의에 따라 그는 문화예술 활동을 ‘정신 개조를 위한 수단으로서 물적 자극’이라고 간주하였고, 문화예술 활동을 순수한 의미에서 ‘정신의 교환’이라고 취급하는 모든 시도를 주의주의(主意主義)적 반동 행위라고 공격하였다.
즈다노프는 알렉산더 러브(Alexander Love)의 『서유럽 철학사』를 비판적으로 조명하여 질료 자극과 정신 자극을 구분하였다. 즈다노프는 매 역사 단계에서 확인 가능한 한 시대의 경제적 지배 계급 또는 지도 세력이 가진 이데올로기 내용 틀이 해당 역사 단계를 대표하는 것이라고 여겼으며, 이러한 이데올로기 내용 틀이 한 역사 진행에서 ‘반동’ 또는 ‘진보’를 가름하는 핵심 요소라고 하였다. 여기서 그는 ‘반동’을 대표하는 특수한 인식론적 개념·내용 구조가 있으며, ‘진보’를 대표하는 특수한 인식론적 개념·내용 구조가 있다고 본 것이다. 그리고 이것이 반영적으로 긴밀하게 연결되어 있음을 논하였다. 그는 유심주의(唯心主義)는 물론이고, 소박론적 기계주의(機械主義) 관점에 대한 반대를 기반으로 하여 문화·예술이 어떠한 경로를 통하여 인간 정신 구조를 질적으로 개변시키는지 설명하였고 이 경로에서 ‘진보’를 대표할 수 있는 핵(核)을 코드화하여 전달하는 것이 문화 혁명이라 하였다. 그는 이러한 법칙성을 문화 혁명 이론으로 확립하였다.
그는 이러한 문화 혁명에서 중요한 것이 바로 ‘혁명적인 문화’를 현실적으로 구현하는 것이라고 하였는데, 사적 유물론적 법칙 안에서 형성되는 매 제반사회단계의 모순성을 인간 개체가 포착하게끔 유도하는 모든 물적 자극을 ‘혁명적인 문화’라고 정의였다. 그리고 문화 창조 행위가 인간이 특정한 의식성을 발현할 수 있게 하는 물질 자극의 일부로 될 수 있는 것을 넘어서, 이것이 현존하는 물질 자극 중 가장 복합적인 성격을 가진 동시에 제일 강한 자극성을 갖고 있다고 하였다. 따라서 문화 선전은 인간의 의식성을 조작할 수 있는 가장 강력한 수단이 될 수 있는데 의식성을 효과적으로 조작하고 조정하기 위한 문화적 코드는 일정한 법칙에 의해 정해져 있다고 보았다. 제2차 세계 대전 직전에는 게오르기 말렌코프(Гео́ргий Маленко́в)의 테크노크라트(Технократия) 노선의 대척점에 선 노선으로 인식되었다.
그의 교리는 두 가지 측면에서 이오시프 스탈린의 뜻과 맞았다. 첫 번째는 공산주의적 문화를 양성하여 인간의 의식성을 사회주의 사회에 맞게 개조하려는 의도가 일치하였고, 두 번째는 스탈린이 정립한 마르크스-레닌주의의 반영주의(反映主義)적 전제와 일치하였다. 이에 따라 스탈린은 즈다노프의 교리를 문화혁명의 일차적 원칙으로 정하였고 즈다노프는 문화혁명의 첫 번째 공격 대상을 형식주의(形式主義)로 정하였다. 그의 이론에 따라 형식주의는 예술의 코드라고 할 수 있는 내용을 경시하거나 인정하지 않으며, “예술 자체의 미(美)를 형식화한다”는 목표 아래에 대중에게 불필요한 난해함을 강요하는 부르주아 문화예술로 간주된다. 이렇게 하여 소비에트 연방 내 형식주의 예술(아방가르드 예술 등)은 물론이고 전반적인 예술 활동이 상당한 침체를 맞게 되었다. 1946년 즈다노프는 프랑스 유미주의(唯美主義)가 부르주아 퇴폐주의(décadent) 및 개인주의에 기초한 반혁명 쓰레기 사조에 불과하다고 판단하였고, 공산당에서 안나 아흐마토바(Анна Ахматова)를 비판하였다. 얼마 안 가 즈다노프 교리에 의한 문화혁명 노선이 소비에트 연방 문화예술계의 주류로 부상하게 되었다. 이후에 진행된 문화예술계의 숙청을 즈다놉시나(ждановщина)라고 한다. 이 시기 수많은 예술인이 탄압을 받았는데, 대표적으로 미하일 조센코(Михаи́л Зо́щенко), 드미트리 쇼스타코비치(Дми́трий Шостако́вич), 니콜라이 먀스콥스키(Николай Мясковский), 세르게이 프로코피예프(Серге́й Проко́фьев) 등이 있다.
즈다노프의 교리는 정치 영역에서 사회공학의 첫 도입으로 여겨지며, 체계적인 의미로서 인류 역사에서 최초로 실행된 ‘인간 영혼 개조’(러시아어: Инженеры человеческих душ)라고 할 수 있다. 그의 교리는 제2차 세계 대전 이후 등장한 공산국가의 문화혁명 정책에 영향을 주었으나, 1950년대 말을 전환점으로 소비에트 연방 공산당이 수정주의를 받아들임으로 즈다노프 교리는 소비에트 연방 및 그 위성 공산권의 문화·예술계에서 점차 힘을 잃어갔다. 그러나 1960년대 중국공산당의 문화 대혁명 노선에는 강렬한 영향을 주었으며, 조선민주주의인민공화국의 문화·예술계의 경우에는 현재까지 커다란 영향을 주고 있다.

## 레닌그라드 사건
『흐루쇼프 회고록』에 따르면, 그가 사망한 2개월 후인 1948년 10월부터 소련 공산당 레닌그라드 지구당의 주요 간부가 스탈린에 의해 대거 숙청되는 사건이 발생했음을 알 수 있다. 니키타 흐루쇼프는 이를 게오르기 말렌코프가 주도한 음모라고 여겼으며, 그의 주장에 따르면, 소련 국가계획위원회 의장 니콜라이 보즈네센스키, 러시아 소비에트 연방 사회주의 공화국의 장관회의 주석 미하일 로디오노프, 소련 공산당 정치국 서기국원 알렉세이 쿠즈네초프, 레닌그라드 지구당 제1서기 표트르 폽코프 등이 즈다노프파(派)로 지목당하여 총살당했다고 한다. 그러나 러시아 내 소련사 전문가들은 이들이 즈다노프의 파벌에 속했다는 이유로 처형당했다는 주장을 일반적으로 인정하지 않고 있다. 첫 번째로, 즈다노프 일파가 스탈린에 의해 숙청을 당하였다면, 즈다노프와 관련된 건물명·기관명·기타 지명이 모두 바뀌어야 하고 그가 저술한 논문은 모두 소각 처리가 되어야 하는데, 레닌그라드 사건 이후 1989년까지 소비에트 연방 내에서 즈다노프와 관련된 여러 요소들은 유지된 상태였다. 일설에 의하면, 흐루쇼프의 주장은 음모론에 불과하며 흐루쇼프가 말렌코프를 견제하기 위해 지어낸 것이라는 주장도 있다.

## 여담
- 안드레이 즈다노프는 와인을 좋아하는 주당(酒黨)이었기에 위 건강이 매우 안 좋았다고 한다. 이오시프 스탈린은 그가 건강 때문에 당직을 맡지 못 할 것을 염려하여 그에게 술 대신에 과일 주스를 마시라고 충고했지만 그는 이를 듣지 않았고 얼마 안 가 건강 악화로 사망하였다.[10]

## 같이 보기
- 문화 대혁명
- 사회공학
- 사회주의적 리얼리즘
- 새로운 소비에트인
- 인간성 설계자
- 인지 과학
- 프로파간다